# Die Ferienbande
Die Ferienbande ist eine Parodie auf bekannte Jugendhörspielserien wie Die drei Fragezeichen, Fünf Freunde und vor allem TKKG.

## Entstehung
Die Ferienbande wird produziert von dem Frankfurter Comedy-Duo Kai+Sven. Zunächst war Die Ferienbande als reine Radio-Comedy-Serie konzipiert und lief als solche seit dem Jahr 2003 in loser Folge auf dem hessischen Jugendsender You FM. Im Dezember 2003 erschien das erste Langhörspiel der Ferienbande, „Die Ferienbande und die entsetzlichen Ferien“, beim Label WortArt auf CD. Zum Konzept der CD-Serie gehört die Mitwirkung von bekannten Gastsprechern aus Hörspiel und Comedy.
Zum Erscheinen der zweiten CD im März 2005 brachten die Macher erstmals eine Live-Hörspiel-Lesung der Ferienbande auf die Bühne. Mit drei Sprechern, einem Erzähler und Live-Geräuschemacher ging die Ferienbande auf eine kleine Deutschland-Tour.
Mit der neuen Bühnenshow mit dem Titel „Die Ferienbande und das echt gruselig fies schwere Rätsel“ war die Ferienbande von 2006 bis 2009 in ganz Deutschland unterwegs. Präsentiert wurde die Show vom „Intro“ Magazin und bei einigen Shows waren bekannte Gastsprecher aus Hörspiel und Comedy mit auf der Bühne, unter anderem Oliver Rohrbeck, Hennes Bender und Johann König. Ein Live-Mitschnitt der Show erschien im Juni 2009 auch auf CD.
2011 wurde „Die große, abenteuerliche und auch mysteriöse Ferienbande Box“ mit den ersten sechs Folgen als Digipak veröffentlicht. Im gleichen Jahr ging die Ferienbande mit der Bühnenshow „Die Ferienbande jagt den verflucht dreckigen Schrat“ auf Deutschland-Tour. Ein Live-Mitschnitt dieser Show wurde im September 2013 auf CD veröffentlicht. 2015 wurde die nächste Tour „Die Ferienbande bricht in See“ angekündigt und im Herbst des gleichen Jahres einige Premieren-Termine gespielt. Im gleichen Jahr erschien der nächste Fall „Die Ferienbande und der krass üble Rächer“ auf CD, welcher 2017 als Dreiteiler weitergeführt wurde. Unter den Gastsprechern befindet sich unter anderem die komplette TKKG-Bande, welche auch als solche im Hörspiel auftritt. Die Aufnahmen fanden unter anderem im Hörspielstudio XBerg der Lauscherlounge und im Studio Körting von EUROPA statt.
Ebenfalls 2015 gründeten Sven Buchholz und Kai Schwind das Label „AudioProduktionsKollektiv“ für Hörspiel-Veröffentlichungen und Live-Veranstaltungen.
2017 war die Ferienbande mit dem Programm „Die Ferienbande bricht in See!“ auf deutschlandweiter Tournee. Ein Live-Mitschnitt aus dem Gloria-Theater in Köln erschien im Frühjahr 2018.
Anlässlich der für den Herbst 2020 geplanten Tournee mit dem Programm „Meltdown im verfluchten Horror-Hotel“ erschien Ende August 2020 unter dem Titel „Die unglaublich ultimative Ferienbande Anthologie – Alle Hörspiele der ersten 16 Jahre“ eine Sammelbox mit 15 CDs, die neben allen bis dahin veröffentlichten Hörspielfolgen auch eine CD mit den  13 Radiofolgen enthält, die damit erstmals auf CD erschienen.
Die Tour wurde aufgrund der COVID-19-Pandemie in Deutschland auf den Herbst 2021 verschoben und am 27. September 2021 erfolgreich beendet.
Am 15. März 2022 erschienen mit „Die Ferienbande – Meltdown im verfluchten Horror-Hotel“ die Live-Mitschnitte der Aufführungen aus dem Kölner Gloria-Theater und dem Ebertbad in Oberhausen, die jeweils 2 CDs füllen, als Doppel-Doppel-CD. Als Sprecherin von Babsi agiert hier Karoline Mask von Oppen.
In Folge 13 „Die Ferienbande und die unfassbar anstrengende Hexe“ sprach Chris Peters wieder die Babsi. Die Ende 2023 veröffentlichte Folge umfasst drei CDs. Anders als bei „Die Ferienbande und der krass üble Rächer“ wurden die Teile zusammen als eine Folge (mit einer Folgennummer) veröffentlicht.

## Die Hauptfiguren
Hauptfiguren der Serie sind Sportskanone Bernd, früher genannt Beate (gesprochen von Sven Buchholz), der hörbar sächsisch sprechende "Baul" (gesprochen von Kai Schwind), Vielfraß Billy, genannt Bröckchen (ebenfalls gesprochen von Sven Buchholz), die immerscharfe Babsi (gesprochen von Chris Peters) und ihr monoton bellender Köter Bambi, welcher in den meisten Folgen stirbt, aber in der nächsten wieder dabei ist.

## CDs
| Nr. | Titel | Jahr | Bekannte Gastsprecher |
| --- | --- | ---- | --- |
| 1   | Die Ferienbande und die entsetzlichen Ferien                                                             | 2003 | Konrad Halver, Lutz Mackensy, Oliver Rohrbeck |
| 2   | Die Ferienbande und das voll gemeine Phantom                                                             | 2005 | Monty Arnold, Hennes Bender, Andreas Fröhlich, Konrad Halver, Johann König, Veronika Neugebauer, Michael Quast |
| 3   | Die Ferienbande und die unerträglichen Schmuggler                                                        | 2007 | Maud Ackermann, Sascha Draeger, Konrad Halver, Johann König, Noah Sow, Andreas von der Meden, Santiago Ziesmer |
| 4   | Die Ferienbande und das bumsfidele Geisterschiff                                                         | 2008 | Gisela Fritsch, Simon Jäger, Oliver Kalkofe, Klaus-Dieter Klebsch, Gerd Knebel und Henni Nachtsheim (Badesalz), Reinhilt Schneider, Jens Wawrczeck, Dietmar Wunder |
| 5   | Die Ferienbande und das echt gruselig fies schwere Rätsel – LIVE                                         | 2009 | Oliver Rohrbeck |
| 6   | Die Ferienbande und der kolossale Terror                                                                 | 2010 | Lisa Feller, Rainer Fritzsche, Bernhard Hoëcker, Heikedine Körting, Luise Lunow, Moritz Netenjakob, Mirko Reeh, Sven Stricker, Klaus Krückemeyer In ihren Die drei ??? Rollen: Oliver Rohrbeck als Justus Jonas, Jens Wawrczeck als Peter Shaw und Andreas Fröhlich als Bob Andrews |
| 7   | Die Ferienbande jagt den verflucht dreckigen Schrat – LIVE                                               | 2013 | Detlef Bierstedt |
| 8   | Die Ferienbande und der krass üble Rächer – Teil 1: Rückkehr                                             | 2015 | Tilman Birr, Stefan Krause, Karin Lieneweg, Gordon Piedesack, Urban Priol, Pamela Punti, Sascha Rotermund In ihren TKKG Rollen: Sascha Draeger als Tim Carsten, Rhea Harder als Gaby Glockner, Manou Lubowski als Klößchen und Niki Nowotny als Karl Vierstein                      |
| 9   | Die Ferienbande und der krass üble Rächer – Teil 2: Rückfall                                             | 2017 | Gordon Piedesack, Susanna Bonasewicz, Fabian Harloff, Peter Weis, Sascha Rotermund, Pamela Punti, Gabriele Blum |
| 10  | Die Ferienbande und der krass üble Rächer – Teil 3: Rückschlag                                           | 2017 | Gordon Piedesack, Gabriele Blum, Vera Teltz, Dirk Hardegen, Ivar Leon Menger, André Minninger, Dagmar Bittner, Jochen Döring, Detlef Bierstedt |
| 11  | Die Ferienbande bricht in See – LIVE                                                                     | 2018 | Andreas Fröhlich |
| 12  | Die Ferienbande – Meltdown im verfluchten Horror-Hotel – LIVE in Köln & Oberhausen (Doppel-Doppel-Album) | 2022 | Sascha Draeger |
| 13  | Die Ferienbande und die unfassbar anstrengende Hexe                                                      | 2023 | Cathlen Gawlich, Detlef Tams, Stephan Chrzescinski, Sven Plate, Hennes Bender, Philip Bösand, Kathrin Fricke, Lisa Feller, Dirk Hardegen, Andreas Fröhlich, Johanna Steiner |

### Sammelboxen
- Die ersten sechs Folgen erschienen 2011 als Box unter dem Titel Die große, abenteuerliche und auch mysteriöse Ferienbande Box – Folge 1–6.
- 2020 erschien Die unglaublich ultimative Ferienbande Anthologie – Alle Hörspiele der ersten 16 Jahre mit den Folgen 1–11 und den Radio-Comedy-Folgen.

## Radio-Comedy-Folgen
1. Das geheimnisvolle Geheimnis (2:58)
2. Das rätselhafte Rätsel (2:31)
3. Die gefährliche Gefahr (3:01)
4. Die bösen Männer (2:56)
5. Der gruselige Grusel (3:12)
6. Die Ferienbande kanns nicht lassen! Sonderfolge feat. Die Europa-Allstars (4:19)
7. Das abgefahrene Abenteuer (3:36)
8. Der schreckliche Schrecken (3:19)
9. Der tödliche Tod (3:21)
10. Die bedrohliche Bedrohung (1) (2:57)
11. Die bedrohliche Bedrohung (2) (2:39)
12. Die bedrohliche Bedrohung (3) (3:17)
13. Der fatale Fall (1) (3:11)
14. Der fatale Fall (2) (3:03)
15. Der fatale Fall (3) (3:03)
16. Das gespenstische Gespenst (1) (2:54)
17. Das gespenstische Gespenst (2) (3:23)
18. Das gespenstische Gespenst (3) (3:56)
19. Das obszöne Obst (1) (3:37)
20. Das obszöne Obst (2) (4:07)
21. Das obszöne Obst (3) (3:56)